# خوسيه أرييل نونيز
خوسيه أرييل نونيز (بالإسبانية: José Ariel Núñez) (12 سبتمبر 1988 في باراغواي - ) هو مدرب كرة قدم ولاعب كرة قدم باراغواياني في مركز الهجوم. شارك مع منتخب باراغواي لكرة القدم. أما مع النوادي، فقد لعب مع أوساسونا وأوليمبيا أسونسيون وبريزيدينتي هاييس ونادي بروندبي ونادي ليبرتاد وTacuary ‏.

## وصلات خارجية
- خوسيه أرييل نونيز على موقع قاعدة بيانات كرة القدم.إي يو (الإنجليزية)
- خوسيه أرييل نونيز على موقع ناشيونال فوتبول تيمز (الإنجليزية)
- خوسيه أرييل نونيز على موقع Soccerway.com (الإنجليزية)
- خوسيه أرييل نونيز على موقع AS.com (الإسبانية)